# Disparu à jamais (série télévisée)
Disparu à jamais est une série télévisée française créée par David Elkaïm et Vincent Poymiro, d'après le roman de Harlan Coben, elle est sortie le 13 août 2021 sur Netflix.

## Synopsis
Une nuit, Guillaume entend une détonation. En sortant, il croise son frère Fred qui fuit un homme armé, puis découvre le corps sans vie de sa voisine Sonia avec qui il était sorti. Dix ans plus tard, il est en couple avec Judith et enterre sa mère morte d'un cancer. Mais peu après, Judith disparaît sans raison. En se lançant à sa recherche, Guillaume découvre le passé de la jeune femme, ce qui remet en cause toutes ses certitudes. Avec l'aide de son meilleur ami Daco et de la jeune sœur de Sonia, Inès, il va poursuivre sa quête de vérité sur les mystères qui les entourent.

## Distribution
- Finnegan Oldfield : Guillaume Lucchesi
- Nicolas Duvauchelle : Fred Lucchesi
- Nailia Harzoune : Judith
- Guillaume Gouix : Jérémie Da Costa dit « Daco »
- Garance Marillier : Sonia / Inès Kasmi
- Tómas Lemarquis : Jo Ostertag
- Jacques Bonnaffé : le père de Guillaume
- Julie-Anne Roth : la mère de Guillaume
- Grégoire Colin : Kesler
- Julie Moulier : Maéva Lucchesi
- Alysson Paradis : Judith Conti
- Raphaëlle Rousseau : Tanya
- Didier Sauvegrain : Louis Menighetti
- Sonia Bonny : Awa
- Alice Dubuisson : la mère d'Inès
- Jonathan Turnbull : Jiheff
- Anne Loiret : la mère de Judith
- Doums : le Duc
- Sean Guégan : Stan, le mari de Nora
- Olivier Fazio  : flic BAC
- Ambre Hasaj : Inès Kasmi enfant
- Nassim Bouguezzi : Tony
- Olivier Faliez : M. Kasmi

## Fiche technique
- Création : David Elkaïm et Vincent Poymiro
- Scénario : Pauline Guéna, Nacim Mehtar et Marion Festraëts, d'après Disparu à jamais de Harlan Coben
- Réalisation : Juan Carlos Medina
- Musique : Johan Söderqvist, Vladimir Martinka (orchestration), Fredrik Möller et Simon Petersson (musiques additionnelles)
- Production : Calt Production
- Producteurs : Harlan Coben et Xavier Matthieu
- Lieux de tournage : Nice, Ivry, Sardaigne, Menton[2]

## Épisodes
1. Guillaume
2. Inès
3. Daco
4. Nora
5. Fred